# مطار جوليوس نيريري
مطار جوليوس نيريري أو مطار دار السلام  (إياتا: DAR، إيكاو: HTDA) هو مطار دولي يخدم مدينة دار السلام في تنزانيا. تم تغيير اسم مطار دار السلام إلى مطار جوليوس نيريري في عام 2006.

## شركات الطيران والوجهات

### الركاب
تعمل شركات الطيران التالية في المطار:
| شركـات طيـران                   | الوجهات |
| ------------------------------- | --- |
| الخطوط الجوية الفرنسية          | مطار باريس شارل ديغول (تستأنف في 12 يونيو 2023) |
| الخطوط الجوية التنزانية         | مطار بوجومبورا الدولي، مطار بوكوبا، مطار دودوما، مطار إنتيبي الدولي، Geita، مطار قوانغتشو باييون الدولي، مطار روبرت غابريل موجابي الدولي، مطار إرينغا ‏، مطار كيغوما ‏، مطار كليمنجارو الدولي، مطار لوبومباشي الدولي، مطار كينيث كاوندا الدولي، مطار سونغوي ‏، مطار الأمير سيد إبراهيم الدولي، مطار مباندا ‏، مطار متوارا ‏، مطار تشاتراباتي شيفاجي الدولي، مطار موانزا، مطار جومو كينياتا الدولي، Ndola، مطار تابورا، مطار عبيد أماني كرومي الدولي |
| طيران زيمبابوي                  | مطار روبرت غابريل موجابي الدولي |
| إير لينك                        | مطار أوليفر ريجنالد تامبو |
| As Salaam Air                   | مطار عبيد أماني كرومي الدولي |
| أوريك للطيران                   | مطار دودوما، مطار إرينغا ‏، مطار مافيا ‏، Morogoro، مطار بيمبا ‏، مطار تانغا ‏، مطار عبيد أماني كرومي الدولي |
| Coastal Aviation                | مطار أروشا، مطار كيلوا ماسوكو ‏، مطار مافيا ‏، مطار بحيرة مانيارا ‏، مطار موشي ‏، مطار بيمبا ‏، Saadani، Selous، Seronera، Songo Songo Island، مطار تانغا ‏، مطار عبيد أماني كرومي الدولي |
| مصر للطيران                     | مطار القاهرة الدولي، مطار الأمير سيد إبراهيم الدولي |
| طيران الإمارات                  | مطار دبي الدولي |
| الخطوط الجوية الإثيوبية         | مطار أديس أبابا بولي الدولي |
| Ewa Air                         | Dzaoudzi |
| Flightlink                      | مطار أروشا، مطار كليمنجارو الدولي، مطار بحيرة مانيارا ‏، مطار موي الدولي، Serengeti، مطار عبيد أماني كرومي الدولي |
| فلاي 540                        | مطار موي الدولي، مطار جومو كينياتا الدولي |
| فلاي دبي                        | مطار دبي الدولي |
| Int'Air Îles                    | مطار الأمير سيد إبراهيم الدولي |
| الخطوط الجوية الكينية           | مطار جومو كينياتا الدولي |
| الخطوط الجوية الملكية الهولندية | مطار سخيبول أمستردام1 |
| الخطوط الجوية الموزمبيقية       | مطار مابوتو الدولي، مطار جومو كينياتا الدولي، Pemba |
| Malawian Airlines               | Blantyre، مطار ليلونغوي الدولي |
| الطيران العماني                 | مطار مسقط الدولي، مطار عبيد أماني كرومي الدولي |
| بريسيجن إير                     | مطار أواني ‏، مطار أروشا، مطار بوكوبا، مطار إنتيبي الدولي، مطار كيغوما ‏، مطار كليمنجارو الدولي، مطار الأمير سيد إبراهيم الدولي، مطار متوارا ‏، مطار موسوما، مطار موانزا، مطار جومو كينياتا الدولي، Seronera، مطار عبيد أماني كرومي الدولي |
| الخطوط الجوية القطرية           | مطار حمد الدولي |
| الخطوط الجوية الرواندية         | مطار كيغالي الدولي |
| الخطوط السعودية                 | مطار الملك عبد العزيز الدولي |
| Tropical Air                    | مطار أروشا، مطار مافيا ‏، مطار عبيد أماني كرومي الدولي |
| الخطوط الجوية التركية           | مطار إسطنبول الدولي، مطار كينيث كاوندا الدولي |
| الخطوط الجوية الأوغندية         | مطار إنتيبي الدولي |
| ZanAir                          | مطار أروشا، مطار بيمبا ‏، Saadani، Selous، مطار عبيد أماني كرومي الدولي |

### الشحن
| شركـات طيـران         | الوجهات                  |
| --------------------- | ------------------------ |
| Astral Aviation       | مطار جومو كينياتا الدولي |
| الخطوط الجوية الكينية | مطار جومو كينياتا الدولي |